# Вајташ (Илиноис)
Вајташ (енгл. Whiteash) град је у америчкој савезној држави Илиноис.

## Демографија
По попису из 2010. године број становника је 241, што је 27 (-10,1%) становника мање него 2000. године.
| Група             | 2000.       | 2010.       |
| Белци             | 257 (95,9%) | 230 (95,4%) |
| Афроамериканци    | 2 (0,7%)    | 0 (0,0%)    |
| Азијати           | 0 (0,0%)    | 6 (2,5%)    |
| Хиспаноамериканци | 3 (1,1%)    | 4 (1,7%)    |
| Укупно            | 268         | 241         |